# Frauenwahlrecht außerhalb Europas

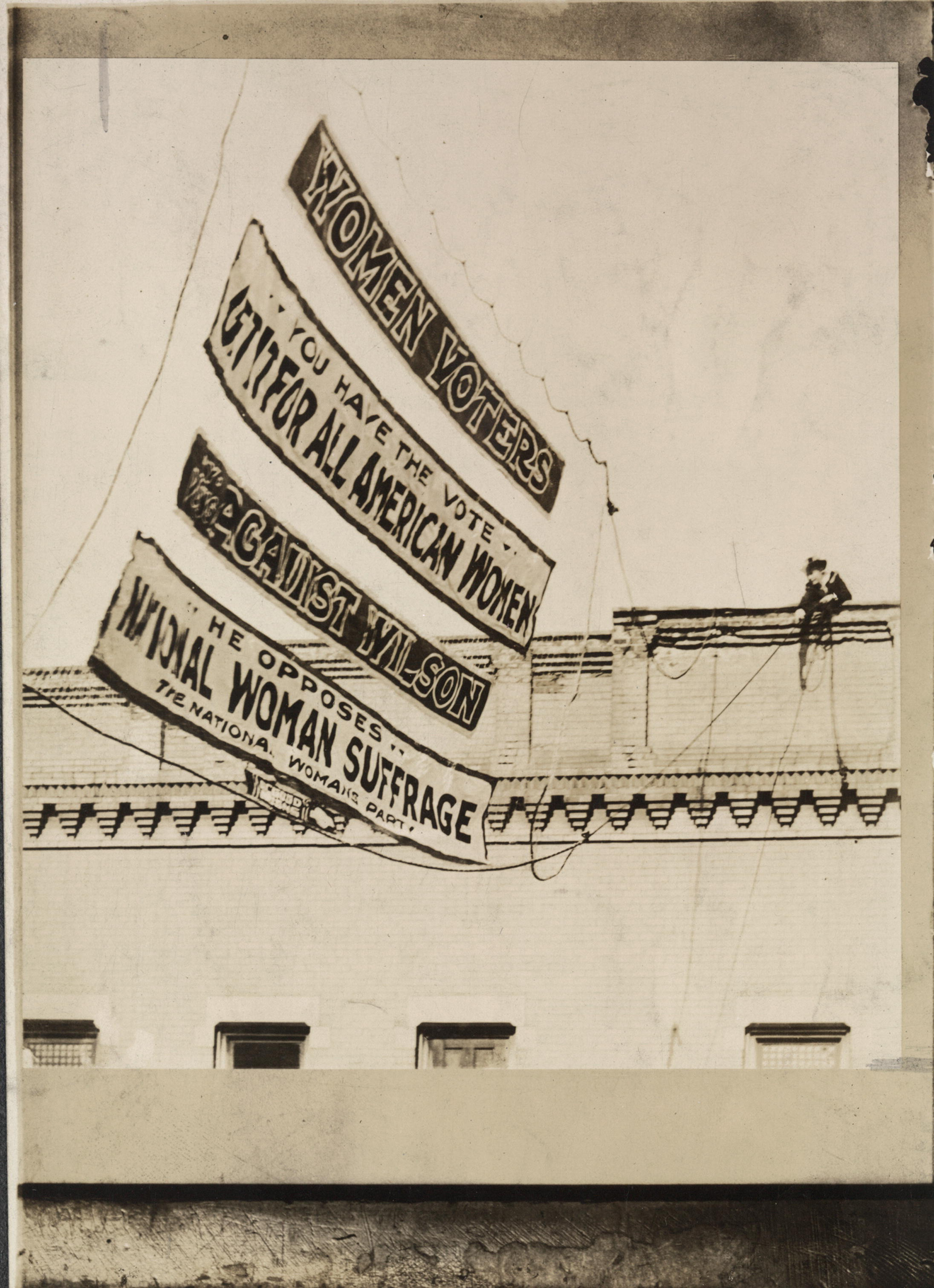
Kampagne in Illinois (1916)

Dem Erlangen des Frauenwahlrechts außerhalb Europas ging ebenso wie der Erlangung des Frauenwahlrechts in Europa ein langer Kampf der Frauenbewegung voraus, der im 18. Jahrhundert begann. Frauen eines Landes sollten die Möglichkeit haben, an politischen Abstimmungen aktiv und passiv teilzunehmen. 

## Geschichte
1853 führte Vélez, Kolumbien, als erste Stadt der Welt das Frauenwahlrecht ein. Zwar wurde bereits im Jahr 1776 im US-Bundesstaat New Jersey per Verfassung das Wahlrecht für alle Personen ab einem gewissen Besitzstand zugesprochen. Das galt somit auch für Witwen, nicht jedoch für verheiratete Frauen, weil diese nichts besitzen durften; das Wahlrecht wurde 1807 auf Männer eingeschränkt. 1869 führte das Wyoming-Territorium (Bundesstaat der Vereinigten Staaten ab 1890) das Frauenwahlrecht ein. Colorado war 1893 der erste Staat, in dem sich Männer in einer Volksabstimmung für das Frauenwahlrecht entschieden haben.
In Neuseeland erhielten 1893 Frauen das aktive Wahlrecht und 1919 das passive Wahlrecht; Neuseeland beansprucht deswegen für sich, „first self-governing country in the world“ („das erste selbstregierte Land der Welt“) mit Frauenwahlrecht gewesen zu sein. 1902 folgte das neu gegründete Commonwealth of Australia, das ein Jahr zuvor von Großbritannien in die staatliche Selbständigkeit entlassen worden war, dem neuseeländischen Beispiel, führte im gleichen Zug jedoch auch das passive Frauenwahlrecht ein, dem Neuseeland erst 1919 folgte. Damit ist Australien der erste moderne souveräne Staat, der das beiderseitige Frauenwahlrecht eingeführt hat.
Weltweit war 1919 die Demokratische Republik Aserbaidschan der erste mehrheitlich muslimische Staat mit der Einführung eines Frauenwahlrechts, das den Frauen die gleichen politischen Rechte gab wie den Männern.
1920 wurden mit dem Inkrafttreten des 19. Zusatzartikels zur Verfassung der Vereinigten Staaten in den USA alle Einschränkungen des Wahlrechts aufgrund des Geschlechts untersagt, womit Frauen das vollständige Wahlrecht auf allen Ebenen erhielten. Die amerikanische Präsidentschaftswahl von 1920 war die erste, bei der sie mit abstimmten.
Als zweites Land Asiens folgten die Philippinen, die am 30. April 1937 die Frauen in einem Plebiszit selbst entscheiden ließen. Diese entschieden sich mit großer Mehrheit für das aktive und passive Wahlrecht der Frauen. Noch im selben Jahr zogen 24 Frauen in Gemeinde- und Provinzparlamente ein.
1950 wurde das Frauen-Wahlrecht in Indien eingeführt, 1963 im Iran. 
Seit 2005 haben Frauen in Kuwait das aktive und das passive Wahlrecht, seit 2006 auch in den Vereinigten Arabischen Emiraten. Am 12. Dezember 2015 hatten Frauen in Saudi-Arabien zur Kommunalwahl erstmals das aktive und passive Wahlrecht. Ihnen war jedoch im Wahlkampf z. B. fremdfinanzierte Wahlwerbung verboten. Frauen und Männer mussten in unterschiedlichen Räumen wählen. Die Mehrzahl der saudischen Frauen besitzt allerdings keinen Personalausweis: die Grundvoraussetzung, wählen gehen zu dürfen.
Nach offiziellen Angaben kandidierten neben ca. 6100 Männern über 860 Frauen, 20 von ihnen wurden gewählt.
Einführung des aktiven Frauenwahlrechts weltweit (gelb = kein Frauenwahlrecht):

## Internationale Vernetzung
1904 gründete sich in Berlin der Weltbund für Frauenstimmrecht (engl. International Woman Suffrage Alliance später International Alliance of Women). Eines seiner Ziele war es, die stimmrechtliche Distanz zwischen den Geschlechtern zu verringern. Wie weltweit üblich waren sich die Frauenrechtlerinnen in der Frage uneins, ob sie lediglich ein Wahlrecht fordern sollten, wie es die Männer innehatten (was unter Umständen ein Zensuswahlrecht sein konnte, eine Position, die prominente Personen der Bewegung wie John Stuart Mill vertraten), oder ob sie überall die Ausweitung auf ein gleiches und allgemeines Wahlrecht für Männer und Frauen fordern sollten. Der Weltbund war ein wichtiger Motor, der mit seinen regelmäßigen Kongressen für eine weltweite Vernetzung sorgte und einzelne Frauen sowie Gruppen aus vielen Ländern motivierte, sich für ihre Rechte einzusetzen. 